# Ophiuroconis monolepis
Ophiuroconis monolepis is een slangster uit de familie Ophiodermatidae.
De wetenschappelijke naam van de soort werd in 1915 gepubliceerd door Hikoshichiro Matsumoto.